# Stanisław Mańkowski (senator)
Stanisław Maria Grzegorz Mańkowski h. Zaremba (ur. 12 marca 1876 w Borówce (powiat jampolski) lub w Szołdrach, zm. 24 marca 1937 w Poznaniu) – polski szlachcic, ziemianin, właściciel kilku majątków, działacz społeczny, senator.

## Życiorys

### Młodość
Pierwsze kroki w edukacji stawiał najprawdopodobniej pod okiem zatrudnianego przez rodziców guwernera. W późniejszym czasie ukończył gimnazjum w Lesznie oraz Lycée St. Louis i Institut National Agronomique (Instytut Agronomiczny) w Paryżu, odbył studia uzupełniające na Uniwersytecie Ludwika i Maksymiliana w Monachium oraz Uniwersytecie Jagiellońskim. 
Praktykował w Wielkim Księstwie Poznańskim agronomię w majątku w Niechanowie u Żółtowskich. W późniejszym czasie przeniósł się na Podole, żeby administrować majątkami ojca, np. w Trościańcu, które miał odziedziczyć.

### Działalność gospodarcza
W 1906 roku, przy dużym finansowym wsparciu ojca i z wykorzystaniem środków ze spadku po zmarłym w 1905 roku Wacławie Mańkowskim, kupił, od Ignacego Mielżyńskiego, majątek Kazimierz Biskupi (1777 ha ziemi ornej, 4300 ha lasów, 400 ha wód otwartych i 40 ha gospodarstw stawowych). W 1912 roku przeniósł się z Brodnicy do Kazimierza Biskupiego.  
Majątek był podzielony na cztery folwarki: Nieświastów, Jóźwin, Słaboludź i Kamienica, którymi kierowali czterej rządcy. Natomiast lasem zajmował się nadleśniczy z dwójką podległych mu leśniczych i borowymi w dziesięciu rewirach.  
Dzięki działaniom Mańkowskiego nowo nabyty majątek przeszedł przez szereg pozytywnych i nowoczesnych zmian (m.in. przeprowadzono meliorację w folwarkach Słaboludź i Nieświastów, zbudowano tartak, wprowadzono hodowlę rasowego bydła, koni wojskowych typu kawaleryjskiego i karpi oraz zaprowadzono najnowsze metody gospodarowania w uprawie zbóż i hodowli zwierząt). Mańkowski wybudował na terenie Kazimierza Biskupiego nieistniejący już dzisiaj pałac. Po śmierci Mańkowskiego majątek Kazimierz Biskupi odziedziczył jego syn – Antoni. W tym samym czasie dobra po Stanisławie Mańkowskim były oceniane na ponad milion ówczesnych złotych.  
Mańkowski starał się o godne warunki bytowe dla swoich pracowników (m.in. wybudował leśniczówki dla służby leśnej, przekazywał nieodpłatnie do uprawy po kilka arów ziemi, umożliwiał korzystanie z bezpłatnej pomocy lekarskiej oraz zapewniał emerytury dla części swoich zatrudnionych). Ponadto zdolnym dzieciom służby dworskiej, które ukończyły szkołę elementarną, opłacał dalszy ciąg nauki. Dzięki jego działaniom bezrobocie w okolicznych wsiach zostało znacząco zniwelowane.  
Oprócz ziemi posiadał również kamienicę w Poznaniu, przy dzisiejszej ulicy Kościuszki, i w Warszawie na rogu ulicy Nowogrodzkiej i Kruczej, a także place budowlane w Wierzbnie. Jako jedyny spadkobierca ojca i opiekun matki zajmował się również gospodarowaniem majątkami w Brodnicy i Grabianowie. 

### Działalność polityczna
Od 1916 roku był członkiem Rady Gminy w Kazimierzu Biskupim. W czasie dwudziestolecia międzywojennego był członkiem Rady Gminnej i Powiatowej, Wydziału Powiatowego w Koninie oraz Izby Rolniczej w Łodzi. Był politycznie związany z Bezpartyjnym Blokiem Współpracy z Rządem. W 1918 roku powierzono mu kierownictwo Zarządu Cywilnego Powiatu Konińsko-Słupeckiego, jednak zrezygnował z tego stanowiska już po trzech dniach. Mimo rezygnacji w dalszym ciągu utrzymywał relacje z władzami powiatu słupeckiego. Działał w słupeckiej Komisji Opieki Społecznej, występując wielokrotnie z wnioskami dotyczącymi pomocy dla bezrobotnych, i Komisji Drogowej. 
W 1935 roku został senatorem IV kadencji (1935–1938) z województwa łódzkiego. Pracował w komisjach: administracji (1935–1936), rolnej (1937) i skarbowej (1937). W lutym 1937 roku dołączył do Obozu Zjednoczenia Narodowego.

### Działalność społeczna
Stanisław Mańkowski czynnie angażował się w działalność społeczną. Przyczynił się do powstania 15 szkół powszechnych, w tym m.in. placówka edukacyjna w Kozarzewie. W 1909 roku był współzałożycielem i pierwszym prezesem Ochotniczej Straży Pożarnej w Kazimierzu Biskupim, a w 1910 roku także współinicjatorem powstania spółki, która dwa lata później uruchomiła cukrownię w Gosławicach (w latach 1925-1928 wchodził w skład Zarządu Towarzystwa Cukrowni i Rafinerii „Gosławice” S.A.). Zakładał kókła rolnicze. Był ofiarodawcą składek dla przytułku starców i schroniska dla sierot Towarzystwa Dobroczynności w Koninie. Wspomagał bezpłatną kuchnię dla najbiedniejszych w Koninie. Był jednym z głównych ofiarodawców Oddziału Związku Pracy Obywatelskiej Kobiet w Kleczewie, zajmującego się pomocą dla najbiedniejszych. W czasie I wojny światowej zapewniał opiekę setce dzieci pochodzących z Łodzi i Pabianic, zapewniał również wsparcie działaczom Polskiej Partii Socjalistycznej i Polskiej Organizacji Wojskowej. Po 1918 roku organizował także wsparcie dla byłych jeńców wojennych z obozu jenieckiego pod Strzałkowem. Na początku lat dwudziestych oddał gminie Kazimierz Biskupi ziemię z przeznaczeniem na budowę stacji kolejowej. Oprócz tego skutecznie działał na rzecz budowy dróg bitych, łączących Kazimierz z innymi miejscowościami: Słupcą, Kleczewem i Goliną.
Wraz z żoną angażował się w działalność katolickiego Stowarzyszenie Młodzieży Polskiej i Akcji Katolickiej. Był prezesem miejscowego Związku Ziemian oraz czynnym członkiem Centralnego Towarzystwa Rolniczego i Zrzeszenia Właścicieli Lasów. Wspierał Powiatowy Komitet Funduszu Pracy i Fundusz Obrony Narodowej. W 1935 roku został przewodniczącym Komitetu Porozumiewawczego Organizacji Społecznych Powiatu Konińskiego. W tym samym roku wszedł w skład Prezydium Komitetu Zlotowego Jubileuszowego Zlotu Harcerstwa Polskiego w Koninie. Pełnił funkcję prezesa Związku Leśników i Związku Hodowców Koni. Był także inicjatorem powstania w Kazimierzu Biskupim oddziału Związku Strzeleckiego, dla którego był również prezesem i darczyńcą. Wspierał także działalność Państwowego Urzędu Wychowania Fizycznego i Przysposobienia Wojskowego. Na potrzeby organizacji paramilitarnych wybudował w Kazimierzu strzelnicę. Był także jednym z ofiarodawców sztandaru Związku Podoficerów Rezerwy w Koninie. Jako członek diecezjalnego Zarządu Katolickiego Stowarzyszenia Mężów inicjował rekolekcje dla mężczyzn. W latach 30. XX wieku był prezesem Fundacji Mańkowskich. 
Przez długie lata starał się o powrót kamedułów do zniszczonego klasztoru położonego na terenie Bieniszewa, który musieli opuścić, pod przymusem ze strony zaborcy, w XIX wieku. W 1932 roku odremontował pierwszą wieżę kościelną, nakrywając ją hełmem z blachy miedzianej, na którym osadzono w pozłacanej kuli krzyż, odnaleziony w klasztornych katakumbach. W 1936 roku przekazał kamedułom kościół wraz z dwoma pozostałymi jeszcze w całości budynkami klasztornymi oraz przylegającą do nich ziemią (w większości pokrytą lasem) o powierzchni 6,5 ha.

## Ordery i odznaczenia
- Krzyż Komandorski Orderu Odrodzenia Polski (pośmiertnie; 2 kwietnia 1937) - za zasługi na polu pracy społecznej[24]
- Krzyż Kawalerski Orderu Odrodzenia Polski (9 listopada 1932) - za zasługi na polu pracy społecznej i samorządowej[25]
- Złoty Krzyż Zasługi (20 grudnia 1927) - za zasługi na polu pracy narodowej, społecznej i samorządowej[26]
- Order Zasługi Rolniczej (Francja; 1933)[10]

## Życie prywatne

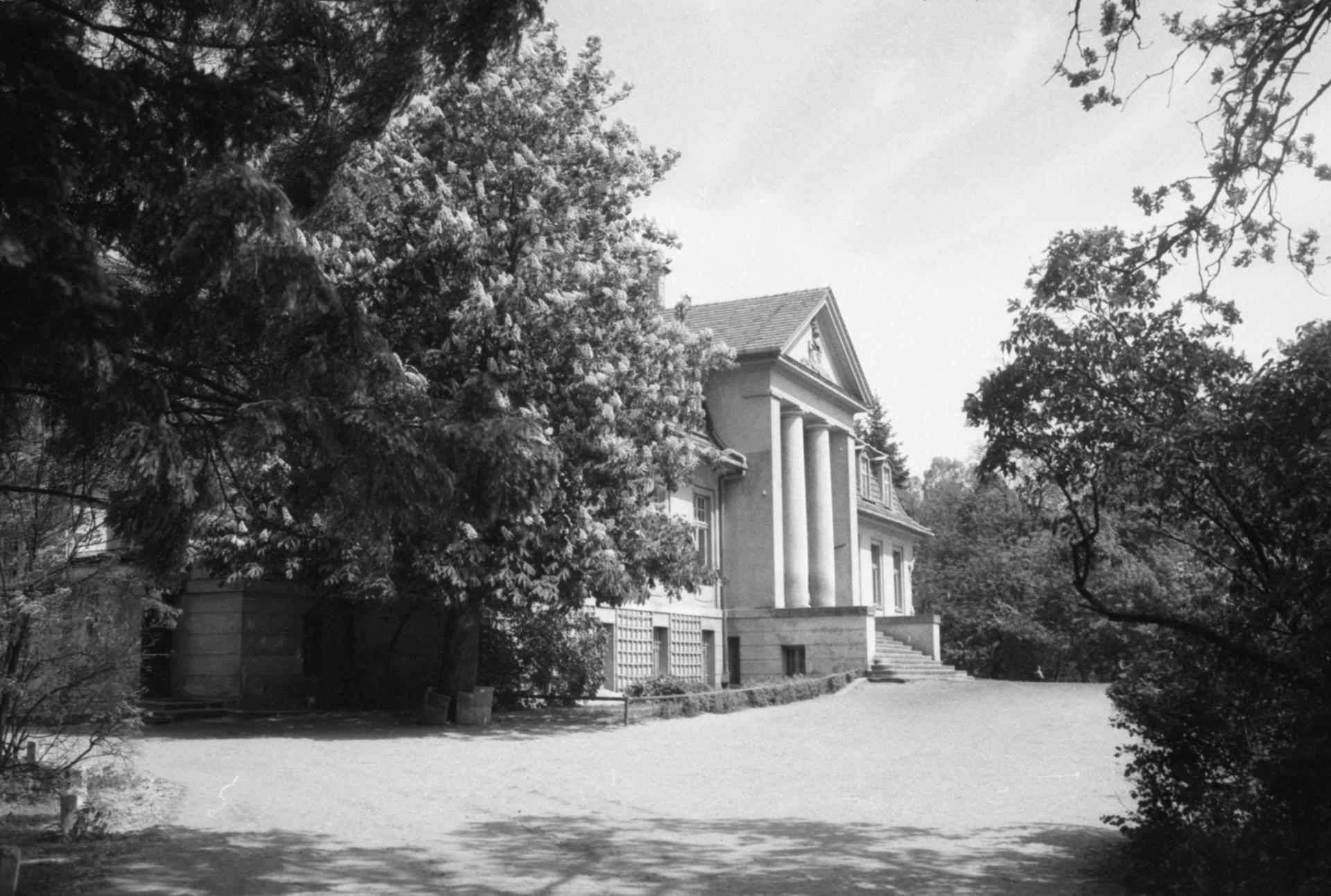
Nieistniejący już dzisiaj pałac Mańkowskich w Kazimierzu Biskupim

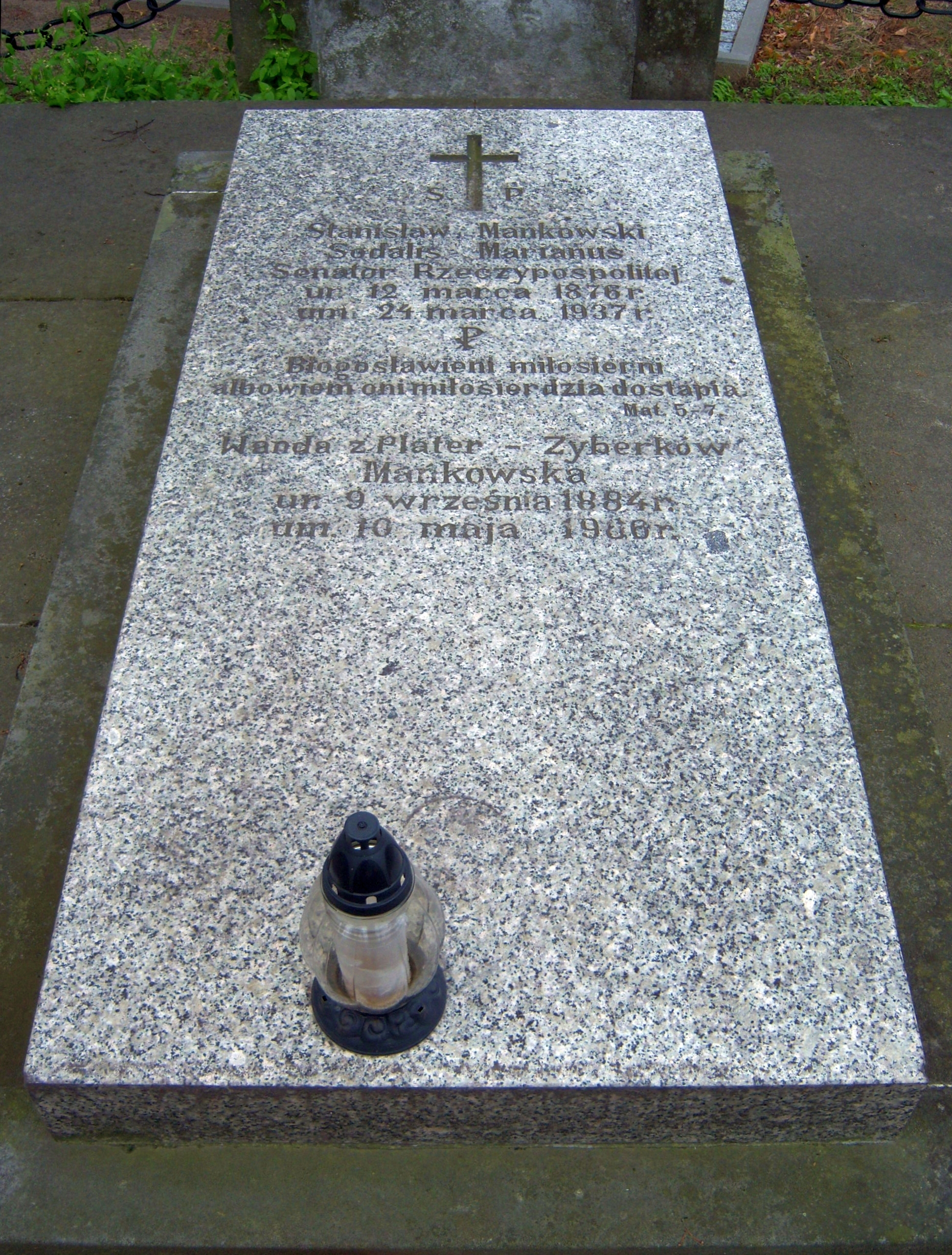
Pomnik Stanisława Mańkowskiego i Wandy Plater-Zyberk na cmentarzu parafialnym w Kazimierzu Biskupim

Urodził się w rodzinie Wacława Henryka Mańkowskiego (ur. 1850, zm. 1909) i Antoniny z Chłapowskich (ur. 1852 lub 1864, zm. 1936). Miał brata Kazimierza Ignacego oraz trzy siostry: Marię, Teklę i Jadwigę. 
Ożenił się 5 lipca 1904 roku w Wilnie z Wandą Plater-Zyberk (1884–1966), z którą miał dziewięcioro dzieci:
- Marię (1905–1962) - późniejszą Mycielską;
- Wojciecha (1907–1996);
- Kazimierza (1908–1988) - działacza konspiracji antyniemieckiej;
- Antoniego (1909–1991) - ostatniego właściciela majątku Kazimierz Biskupi[1];
- Wacława (1914–?) - działacza konspiracji antyniemieckiej;
- Jadwigę (1916–1944) - łączniczkę w Powstaniu Warszawskim;
- Barbarę (1918–2011) - późniejszą Jordan;
- Zygmunta (1920–2009) - działacza konspiracji antyniemieckiej;
- Pawła (1922–1998) - powstańca warszawskiego[5][28][29][30]

Zmarł nagle podczas wizyty u lekarza w Poznaniu. 29 marca 1937 roku został pochowany na cmentarzu parafialnym w Kazimierzu Biskupim. W jego pogrzebie uczestniczyli m.in. ks. Franciszek Szczygłowski (prałat), ks. biskup Karol Radoński, Marian Koczorowski (starosta koniński), senator Aleksander Heiman-Jarecki (przedstawiciel Senatu), Ludomił Pułaski (przedstawiciel Związku Leśników) oraz przedstawiciele wielu organizacji lokalnych.

## Upamiętnienie
Jego pamięć uczczono specjalnym posiedzeniem Senatu w dniu 28 maja 1937 roku, na którym przybliżono jego życiorys. 
W 2019 roku szkoła podstawowa w Kozarzewie przyjęła Stanisława Mańkowskiego za swojego patrona. W tym samym roku placówka odsłoniła tablicę pamiątkową poświęconą swojemu patronowi. 